# Klaus Urbanczyk
Klaus Urbanczyk * (4. června 1940, Halle) je bývalý východoněmecký fotbalista, obránce, reprezentant Východního Německa (NDR). V roce 1964 byl vyhlášen východoněmeckým fotbalistou roku. Po skončení aktivní kariéry působil jako trenér.

## Fotbalová kariéra
Ve východoněmecké oberlize hrál za Chemii Halle, nastoupil ve 250 ligových utkáních a dal 12 gólů. V roce 1963 vyhrál s Chemií Halle východoněmecký fotbalový pohár. V Poháru vítězů pohárů nastoupil ve 2 utkáních a v Poháru UEFA nastoupil v 1 utkání. Za reprezentaci Východního Německa (NDR) nastoupil v letech 1961-1969 ve 34 utkáních. Reprezentoval Německo na LOH 1964 v Tokiu, nastoupil v 5 utkáních a získal s týmem bronzové medaile za 3. místo.

## Ligová bilance
| Ročník           | Zápasy | Góly | Klub         |
| ---------------- | ------ | ---- | ------------ |
| II. liga 1959    | 7      | 0    | Chemie Halle |
| I. liga 1960     | 18     | 2    | Chemie Halle |
| I. liga 1961/62  | 37     | 4    | Chemie Halle |
| I. liga 1962/63  | 25     | 2    | Chemie Halle |
| I. liga 1963/64  | 22     | 1    | Chemie Halle |
| II. liga 1964/65 | 6      | 1    | Chemie Halle |
| I. liga 1965/66  | 12     | 0    | Chemie Halle |
| I. liga 1966/67  | 26     | 3    | Chemie Halle |
| I. liga 1967/68  | 26     | 0    | Chemie Halle |
| I. liga 1968/69  | 21     | 0    | Chemie Halle |
| I. liga 1969/70  | 24     | 0    | Chemie Halle |
| I. liga 1970/71  | 24     | 0    | Chemie Halle |
| I. liga 1971/72  | 15     | 0    | Chemie Halle |
| CELKEM I. liga   | 250    | 12   |              |

## Trenérská kariéra
Trénoval Chemii Halle, 1. FC Magdeburg, BSG Chemie Wolfen, Hallescher FC a 1. FC Lok Stendal. S týmem 1. FC Magdeburg získal dvakrát východoněmecký fotbalový pohár.